# Heroltice
Heroltice (en allemand : Heroltitz) est une commune du district de Brno-Campagne, dans la région de Moravie-du-Sud, en République tchèque. Sa population s'élevait à 211 habitants en 2020.

## Géographie
Heroltice se trouve à 5 km au sud de Tišnov, à 20 km au nord-ouest de Brno et à 166 km à l'est-sud-est de Prague.
La commune est limitée par Tišnov au nord-ouest, par Vohančice et Březina (Tišnov) au nord, par Hradčany et Sentice à l'est, par Lažánky au sud et au sud-ouest.

## Histoire
La première mention écrite de la localité date de 1316.